# Google Chart API
O Google Chart API do Google é um serviço web interativo (agora obsoleto) que cria gráficos a partir de dados fornecidos pelo usuário. Os servidores do Google criam uma imagem PNG de um gráfico a partir de dados e parâmetros de formatação especificados pela solicitação HTTP de um usuário. O serviço oferece suporte a uma ampla variedade de informações e formatação de gráficos. Os usuários podem incorporar convenientemente esses gráficos em uma página web usando uma etiqueta de imagem simples.
Originalmente, a API era a ferramenta interna do Google para dar suporte à incorporação rápida de gráficos nos próprios aplicativos do Google (como o Google Finance, por exemplo). O Google imaginou que seria uma ferramenta útil para se abrir aos desenvolvedores web. Foi lançado oficialmente em 6 de dezembro de 2007.
Atualmente, há suporte para gráficos de linhas, barras, setores e radar, bem como diagramas de Venn, gráficos de dispersão, minigráficos, mapas, google-o-meters e códigos QR.
O Google suspendeu o API em 2012 com disponibilidade garantida até abril de 2015. Em 18 de março de 2019, o Google desativou o API. O Google recomenda o serviço sucessor Google Charts.